# Liste des épisodes de Dragon Ball GT
 (décembre 2011).
Si vous disposez d'ouvrages ou d'articles de référence ou si vous connaissez des sites web de qualité traitant du thème abordé ici, merci de compléter l'article en donnant les références utiles à sa vérifiabilité et en les liant à la section « Notes et références ».
Cette page présente la liste des épisodes de la série télévisée d'animation Dragon Ball GT qui est la suite alternative de la série Dragon Ball Z.
La série comportant 64 épisodes. Elle a été diffusée entre le 7 février 1996 et le 19 novembre 1997.
Elle est réalisée par Osamu Kasai,.

## Génériques

### Début
| Numéro | Titres                      | Artiste       | Épisodes                   | 1re date de diffusion |
| ------ | --------------------------- | ------------- | -------------------------- | --------------------- |
| 1      | Dan Dan Kokoro Hikarete 'ku | Field of View | 1-64 (+ ending épisode 64) | 7 février 1996        |

### Fin
| Numéro | Titres                                   | Artiste      | Épisodes | 1re date de diffusion |
| ------ | ---------------------------------------- | ------------ | -------- | --------------------- |
| 1      | Hitori ja nai                            | Deen         | 1-26     | 7 février 1996        |
| 2      | Don't you see !                          | ZARD         | 27-41    | 23 octobre 1996       |
| 3      | Blue Velvet                              | Shizuka Kudō | 42-50    | 16 avril 1997         |
| 4      | Sabitsuita Machine gun de Ima o Uchinukō | WANDS        | 51-63    | 2 juillet 1997        |

## Répartition des arcs
|  |   | Début          | Fin              | Arcs                                 | Arcs | Arcs | # | # |
|  | - | -------------- | ---------------- | ------------------------------------ | ---- | ---- | - | - |
|  | 1 | 7 février 1996 | 14 août 1996     | Saga Dragon Balls aux étoiles noires |      |      | 1 |   |
|  | 1 | 7 février 1996 | 14 août 1996     | Saga Dragon Balls aux étoiles noires |      |      | 1 |   |
|  | 1 | 7 février 1996 | 14 août 1996     | Saga Dragon Balls aux étoiles noires |      |      | 1 |   |
|  | 1 | 7 février 1996 | 14 août 1996     | Saga Dragon Balls aux étoiles noires |      |      | 1 |   |
|  | 1 | 7 février 1996 | 14 août 1996     | Saga Dragon Balls aux étoiles noires |      |      | 1 |   |
|  | 1 | 7 février 1996 | 14 août 1996     | Saga Dragon Balls aux étoiles noires |      |      | 1 |   |
|  | 1 | 7 février 1996 | 14 août 1996     | Saga Dragon Balls aux étoiles noires |      |      | 1 |   |
|  | 1 | 7 février 1996 | 14 août 1996     | Saga Dragon Balls aux étoiles noires |      |      | 1 |   |
|  | 1 | 7 février 1996 | 14 août 1996     | Saga Dragon Balls aux étoiles noires |      |      | 1 |   |
|  | 1 | 7 février 1996 | 14 août 1996     | Saga Dragon Balls aux étoiles noires |      |      | 1 |   |
|  | 1 | 7 février 1996 | 14 août 1996     | Saga Dragon Balls aux étoiles noires |      |      | 1 |   |
|  | 1 | 7 février 1996 | 14 août 1996     | Saga Dragon Balls aux étoiles noires |      |      | 1 |   |
|  | 1 | 7 février 1996 | 14 août 1996     | Saga Dragon Balls aux étoiles noires |      |      | 1 |   |
|  | 1 | 7 février 1996 | 14 août 1996     | Saga Dragon Balls aux étoiles noires |      |      | 1 |   |
|  | 1 | 7 février 1996 | 14 août 1996     | Saga Dragon Balls aux étoiles noires |      |      | 1 |   |
|  | 1 | 7 février 1996 | 14 août 1996     | Saga Dragon Balls aux étoiles noires |      |      | 1 |   |
|  | 1 | 7 février 1996 | 14 août 1996     | Saga Dragon Balls aux étoiles noires |      |      | 1 |   |
|  | 1 | 7 février 1996 | 14 août 1996     | Saga Dragon Balls aux étoiles noires |      |      | 1 |   |
|  | 1 | 7 février 1996 | 14 août 1996     | Saga Dragon Balls aux étoiles noires |      |      | 1 |   |
|  | 1 | 7 février 1996 | 14 août 1996     | Saga Dragon Balls aux étoiles noires |      |      | 1 |   |
|  | 1 | 7 février 1996 | 14 août 1996     | Saga Dragon Balls aux étoiles noires |      |      | 1 |   |
|  | 1 | 7 février 1996 | 14 août 1996     | Saga Dragon Balls aux étoiles noires |      |      | 1 |   |
|  | 2 | 21 août 1996   | 5 mars 1997      | Saga Baby                            |      |      | 2 |   |
|  | 2 | 21 août 1996   | 5 mars 1997      | Saga Baby                            |      |      | 2 |   |
|  | 2 | 21 août 1996   | 5 mars 1997      | Saga Baby                            |      |      | 2 |   |
|  | 2 | 21 août 1996   | 5 mars 1997      | Saga Baby                            |      |      | 2 |   |
|  | 2 | 21 août 1996   | 5 mars 1997      | Saga Baby                            |      |      | 2 |   |
|  | 2 | 21 août 1996   | 5 mars 1997      | Saga Baby                            |      |      | 2 |   |
|  | 2 | 21 août 1996   | 5 mars 1997      | Saga Baby                            |      |      | 2 |   |
|  | 2 | 21 août 1996   | 5 mars 1997      | Saga Baby                            |      |      | 2 |   |
|  | 2 | 21 août 1996   | 5 mars 1997      | Saga Baby                            |      |      | 2 |   |
|  | 2 | 21 août 1996   | 5 mars 1997      | Saga Baby                            |      |      | 2 |   |
|  | 2 | 21 août 1996   | 5 mars 1997      | Saga Baby                            |      |      | 2 |   |
|  | 2 | 21 août 1996   | 5 mars 1997      | Saga Baby                            |      |      | 2 |   |
|  | 2 | 21 août 1996   | 5 mars 1997      | Saga Baby                            |      |      | 2 |   |
|  | 2 | 21 août 1996   | 5 mars 1997      | Saga Baby                            |      |      | 2 |   |
|  | 2 | 21 août 1996   | 5 mars 1997      | Saga Baby                            |      |      | 2 |   |
|  | 2 | 21 août 1996   | 5 mars 1997      | Saga Baby                            |      |      | 2 |   |
|  | 2 | 21 août 1996   | 5 mars 1997      | Saga Baby                            |      |      | 2 |   |
|  | 2 | 21 août 1996   | 5 mars 1997      | Saga Baby                            |      |      | 2 |   |
|  | 3 | 12 mars 1997   | 4 juin 1997      | Saga Super C-17                      |      |      | 3 |   |
|  | 3 | 12 mars 1997   | 4 juin 1997      | Saga Super C-17                      |      |      | 3 |   |
|  | 3 | 12 mars 1997   | 4 juin 1997      | Saga Super C-17                      |      |      | 3 |   |
|  | 3 | 12 mars 1997   | 4 juin 1997      | Saga Super C-17                      |      |      | 3 |   |
|  | 3 | 12 mars 1997   | 4 juin 1997      | Saga Super C-17                      |      |      | 3 |   |
|  | 3 | 12 mars 1997   | 4 juin 1997      | Saga Super C-17                      |      |      | 3 |   |
|  | 3 | 12 mars 1997   | 4 juin 1997      | Saga Super C-17                      |      |      | 3 |   |
|  | 4 | 11 juin 1997   | 19 novembre 1997 | Saga Dragons Maléfiques              |      |      | 4 |   |
|  | 4 | 11 juin 1997   | 19 novembre 1997 | Saga Dragons Maléfiques              |      |      | 4 |   |
|  | 4 | 11 juin 1997   | 19 novembre 1997 | Saga Dragons Maléfiques              |      |      | 4 |   |
|  | 4 | 11 juin 1997   | 19 novembre 1997 | Saga Dragons Maléfiques              |      |      | 4 |   |
|  | 4 | 11 juin 1997   | 19 novembre 1997 | Saga Dragons Maléfiques              |      |      | 4 |   |
|  | 4 | 11 juin 1997   | 19 novembre 1997 | Saga Dragons Maléfiques              |      |      | 4 |   |
|  | 4 | 11 juin 1997   | 19 novembre 1997 | Saga Dragons Maléfiques              |      |      | 4 |   |
|  | 4 | 11 juin 1997   | 19 novembre 1997 | Saga Dragons Maléfiques              |      |      | 4 |   |
|  | 4 | 11 juin 1997   | 19 novembre 1997 | Saga Dragons Maléfiques              |      |      | 4 |   |
|  | 4 | 11 juin 1997   | 19 novembre 1997 | Saga Dragons Maléfiques              |      |      | 4 |   |
|  | 4 | 11 juin 1997   | 19 novembre 1997 | Saga Dragons Maléfiques              |      |      | 4 |   |
|  | 4 | 11 juin 1997   | 19 novembre 1997 | Saga Dragons Maléfiques              |      |      | 4 |   |
|  | 4 | 11 juin 1997   | 19 novembre 1997 | Saga Dragons Maléfiques              |      |      | 4 |   |
|  | 4 | 11 juin 1997   | 19 novembre 1997 | Saga Dragons Maléfiques              |      |      | 4 |   |
|  | 4 | 11 juin 1997   | 19 novembre 1997 | Saga Dragons Maléfiques              |      |      | 4 |   |
|  | 4 | 11 juin 1997   | 19 novembre 1997 | Saga Dragons Maléfiques              |      |      | 4 |   |
|  | 4 | 11 juin 1997   | 19 novembre 1997 | Saga Dragons Maléfiques              |      |      | 4 |   |
|  |   | Début          | Fin              | Arcs                                 | Arcs | Arcs | # | # |

## Liste des épisodes[3]

### Saga Dragon Balls aux étoiles noires
| No | Titre français                                  | Titre japonais                               | Titre japonais | Date de 1re diffusion |
| No | Titre français                                  | Kanji                                        | Rōmaji | Date de 1re diffusion |
| --- | ----------------------------------------------- | -------------------------------------------- | --- | --------------------- |
| 1 | La métamorphose de Sangoku[source insuffisante] | 謎のDB（ドラゴンボール）出現!!悟空が子供に!? | Nazo no Doragon Bōru Shutsugen!! Gokū ga Kodomo ni!? (Les Mystérieux Dragon Balls apparaissent !! Goku devient un enfant !?) | 7 février 1996        |
| Cinq ans ont passé après que Son Goku partit entraîner Oob (réincarnation de Boo) et acheva l'entraînement chez Dendé. Mais une mystérieuse apparition… Une personne que Son Goku connaissait bien (dans Dragon Ball) : Pilaf, revient tout chambouler. Les boules de cristal aux étoiles noires étant déjà réunies chez Dendé, il a demandé au dragon rouge, sans réellement le vouloir, de rapetisser Son Goku à la même taille que lui. Un peu plus tard, Son Goku redescendit sur Terre avec sa petite taille, voyant une jeune fille combattant un bandit accompagnée de Kamé Sennin. Son Goku le reconnut et lui fit signe. Il aida Pan et découvrit que c'était sa petite-fille… |                                                 |                                              | |                       |
| 2 | La fine équipe                                  | 主役は私!パン宇宙に飛び立つ!!                | Shuyaku wa Watashi! Pan Uchū ni Tobitatsu!! (Je suis le chef ! Pan s'envole dans l'espace !!)                                | 14 février 1996       |
| Maître Kaïo vient d'apprendre à Goku qu'il a un an pour réunir les Dragon Balls, sinon la Terre explosera. Notre héros, qui a rajeuni et retrouvé le physique de ses 10 ans, va donc demander de l'aide à Bulma. Cette dernière lui propose un vaisseau spatial ultra-performant qui lui permettra de sillonner l'univers. |                                                 |                                              | |                       |
| 3 | Une drôle de planète                            | 超ガメツイ!!商人の惑星イメッガ               | Chō Gametsui!! Shōnin no Wakusei Imegga (Quels radins !! Imegga, planète des commerçants)                                    | 21 février 1996       |
| Goku, Trunks et Pan ont subi un décollage imprévu. De plus, Pan a donné un violent coup de pied dans le vaisseau avant de partir et l'engin a perdu une pièce visiblement très importante. Après quelques heures de vol, la détérioration se révèle et nos amis sont obligés d'atterrir en catastrophe sur la planète Imegga. |                                                 |                                              | |                       |
| 4 | L'ennemi no 1                                   | ウォンテッド!!悟空が指名手配!?               | Wonteddo!! Gokū ga Shimeite Hai!? (Recherché !! Son Goku est un criminel !?)                                                 | 28 février 1996       |
| Goku, Trunks et Pan sont désormais coincés sur la planète Imegga. Les sbires de Don Kia ont dérobé leur vaisseau et ils sont obligés de tenter de s'infiltrer dans le palais du dictateur pour le récupérer. Pan préconise la discrétion et c'est pourquoi ils agissent de nuit. Malheureusement ils sont quand même repérés et tentent le tout pour le tout pour récupérer leur bien. |                                                 |                                              | |                       |
| 5 | Le départ                                       | 強いヤツ見っけ!!用心棒レジック               | Tsuyoi Yatsu Mikke!! Yōjinbō Rejikku (Tu vois ce gars fort !! Reijjik le garde du corps)                                     | 6 mars 1996           |
| Goku, Trunks et Pan tentent de se cacher parmi la population. Ils rencontre un vieux couple qui leur offre un bon repas. Pan décide alors d'aller détrôner Don Kia. Pour s'introduire en douce au palais, nos trois amis vont se rendre aux autorités. Après avoir assommé tous les gardes, ils pénètrent dans la salle du trône. Pris de panique, Don Kia fait appel à son garde du corps Rejik. Celui-ci entame un combat acharné contre Goku. |                                                 |                                              | |                       |
| 6 | La planète des animaux géants                   | ちょっとイテえぞ!?悟空の歯医者               | Chotto Itee Zo!? Gokū no Haisha (Ça fait mal, hein !? Son Gokû le dentiste)                                                  | 13 mars 1996          |
| Une boule de cristal se trouve sur une planète où il y a des animaux et un géant. |                                                 |                                              | |                       |
| 7 | Une mystérieuse moustache                       | 愛しのハニー!?花嫁はトランクス               | Itoshi no Hanī!? Hanayome wa Torankusu (Chéri !? Trunks est le fiancé)                                                       | 20 mars 1996          |
| Goku, Trunks et Pan viennent en aide à des villageois désespérés, car une créature amphibie veut épouser une des filles du village. Ses longues moustaches auraient la faculté de créer des tremblements de terre. |                                                 |                                              | |                       |
| 8 | L'antre de l'enfer                              | 悟空もドッカン!!おヒゲパワー全開             | Gokū mo Dokkan!! Ohige Pawā Zenkai (Son Gokû éclate aussi !! La puissance à son maximum)                                     | 17 avril 1996         |
| Trunks sert d'appât pour Zunama. Ils découvrent que les fameuses moustaches n'ont pas le pouvoir que la créature a prétendu détenir jusqu'à maintenant. Les habitants offrent à nos héros une Dragon Ball pour leur aide. La boule de cristal quitte les mains de Pan par télékinésie pour venir dans celle d'un extraterrestre qui se faisait passer pour un habitant. Il est téléporté à bord d'un vaisseau spatial champignon qui file dans le ciel. |                                                 |                                              | |                       |
| 9 | Au voleur                                       | シマッタ!!悟空飛び込む罠の星!?               | Shimatta!! Gokū Tobikomu Wana no Hoshi!? (Zut !! Gokû tombe dans le piège de la fausse planète !?)                           | 24 avril 1996         |
| Le Vaisseau Champignon est poursuivi par le groupe de Trunks qui les prend en filature. Les Trois Frères décident de leurs tendre un piège après les avoir attiré en les abandonnant dans un étrange astéroïde lugubre, qui sert de repère pour une multitude de chenilles géantes. Les Trois frères se rendent sur la planète Ludé, pour offrir la Dragon Ball au chef Spirituel d'une secte malveillante Mut Mot, afin de gagner une récompense. Ce dernier est très mécontent car ils auraient pu apporter 2 Dragon Balls au lieu d'une. Les Trois Frères se précipitent à l'astéroïde chercher la boule manquante.                                                                  |                                                 |                                              | |                       |
| 10 | La danse de l'espace                            | 踊ってアタック!?ボンパッパー!!               | Ototte Atakku!? Bonpappa -- !! (Attaque dansante !? Bonpappa !!)                                                             | 1er mai 1996          |
| Ne trouvant pas la boule de cristal dans le vaisseau terrien, les trois frères comprennent que l'un d'eux a la boule sur lui. Ils usent d'une attaque inhabituelle pour l'obtenir. Ils épuisent Goku, Trunks et Pan. |                                                 |                                              | |                       |
| 11 | La malédiction de Ludé                          | ルードの呪い!?人形にされたパt                | Rūdo no Noroi!? Ningyō ni Sareta Pan (La malédiction de Luud !? Devient une poupée)                                          | 8 mai 1996            |
| Pan arrive la première sur la Planète de Ludé suivi plus tard de Sangoku et des autres. Elle est transformée en poupée miniature, peu de temps après avoir retrouvé la Dragon ball dérobée. Sangoku et Trucks se mesurent à Mut Mot, ainsi que son animal de compagnie Léon (un Grand Lion bleu robotique). Le fouet quant à lui prend une apparence plus monstrueuse et un homme encore inconnu s'empare de Pan. |                                                 |                                              | |                       |
| 12 | Le fouet du diable                              | 神のお告げは超迷惑!!ルード起動               | Kami no Otsuge wa Chō-Meiwaku!! Rūdo Kidō (L'oracle de dieu est vraiment embêtant !! Soldat Luud)                            | 15 mai 1996           |
| Sangoku et Trunks affrontent le fouet maléfique, pendant que Dollteki (celui qui dirige la planète de Ludé) se sert de la vie de ses fidèles pour ressusciter Ludé, qui prend vie. |                                                 |                                              | |                       |
| 13 | Le cauchemar continue                           | こいつが親玉!?謎の科学者ミュー               | Koitsu ga Oyadama!? Nazo no Kagaku-Sha Myū (Père et fils !? L'énigme du scientifique Myuu)                                   | 22 mai 1996           |
| Ludé se montre particulièrement dangereux. Dollteki est contacté par le créateur de Ludé. Il s'agit du Professeur Myuu. C'est un extraterrestre très ambitieux qui convoite les boules de cristal pour réaliser ses plus noirs desseins. |                                                 |                                              | |                       |
| 14 | La stratégie du mutant                          | リズムでバッチリ!?ルード攻略!                | Rizumu de Bacchiri!? Rūdo Kōryaku!! (Le rythme parfait !? Capturez Luud !!)                                                  | 5 juin 1996           |
| Ludé est toujours aussi redoutable. Grâce à une gaffe de Dollteki, Pan sait le point faible de Ludé. Elle et Sangoku doivent effectuer une attaque simultanée. Le problème majeur est que Pan est à l'intérieur du monstre et son grand-père à l'extérieur rendant la communication entre les deux très complexe. |                                                 |                                              | |                       |
| 15 | La troisième boule de cristal                   | もうグレてやる!!パンの家出!                  | Mou Gure te Yaru!! Pan no Iede!? (Je n'en peux plus !! Pan s'enfuit !?)                                                      | 12 juin 1996          |
| Sangoku et les autres sont sur une planète désertique où la chaleur est omniprésente avec des scorpions à longue queue. Dollteki qui comptait faire son rapport à son Maître le Professeur Myuu est reçu par un certain général Rilld. |                                                 |                                              | |                       |
| 16 | Le secret de Gigi                               | マシン惑星M2…裏切りのギル!?                  | Mashin Wakusei M2… Uragiri no Giru!? (Planète machine M2… Giru le traître !?)                                                | 19 juin 1996          |
| Le trio débarque dans la planète robotique M-2 dirigé par le Général Rilld. Guigui y est originaire. Le petit robot connu adopte un étrange comportement une fois sur place. Un commando robotique se charge des visiteurs. |                                                 |                                              | |                       |
| 17 | Pan aux commandes                               | パンにおまかせ!悟空救出作戦!!                | Pan ni Omakase! Gokū kyū shutsu sakusen!! (Laissons faire Pan ! Le stratagème pour sauver Goku !!)                           | 26 juin 1996          |
| Guigui reçoit une distinction honorifique du Général Rilld en personne pour avoir berné les Saiyans. Pan qui est la seule à ne pas avoir été capturée compte délivrer Sangoku et Trunks avant qu'il ne soit trop tard. Les Robots visionnent les images enregistrées de Guigui. |                                                 |                                              | |                       |
| 18 | La colère de Sangoku                            | データにゃないぜ!!悟空の超本気               | Dēta Nya Nai Ze!! Gokū no Chō-honki (Il manque des données !! La détermination de Goku)                                      | 10 juillet 1996       |
| Le commando robotique M-2 s'assemble en un combattant unique. Puis, le Général Rilld voyant que ses guerriers sont inefficaces contre Sangoku décide d'intervenir. |                                                 |                                              | |                       |
| 19 | Le transfert de Trunks                          | 出陣!!最強ミュータント・リルド               | Shutsujin!! Saikyō myūtanto Rirudo (Départ pour le front !! Le plus fort des mutants, Rild)                                  | 17 juillet 1996       |
| Un combat acharné s'engage entre Rilld et les Saiyans. Rilld passe à sa deuxième forme. |                                                 |                                              | |                       |
| 20 | Les murs qui ne restent pas en place            | たまげたぞ!!悟空を襲う金属津波               | Tamageta zo!! Gokū o osou kinzoku tsunami (Étonnant !! Goku attaqué par un tsunami de métal)                                 | 31 juillet 1996       |
| Rilld est à sa troisième forme maîtrisant parfaitement l'environnement qui l'entoure comme arme. Pan retrouve Guigui. Trunks lui est prisonnier du Professeur Myuu. |                                                 |                                              | |                       |
| 21 | Sangoku tombe dans le piège                     | 何てこった!!金属板になった悟空               | Nante kotta!! Kinzokuban ni natta Gokū (Comment est-ce possible !! Goku est transformé en plaque de métal)                   | 7 août 1996           |
| Rilld parvient à capturer Pan et Sangoku. Ses deux adversaires sont téléportés à Myuu. Trunks évoque un plan dont seul lui et Guigui étaient au courant. Myuu cacherait quelque chose. |                                                 |                                              | |                       |
| 22 | Le bébé mutant                                  | 暴かれた野望!!邪悪生命体ベビー               | Abakareta yabō!! Ja-aku seimeitai Bebī (L'ambition dévoilée !! Une forme de vie démoniaque : Baby)                           | 14 août 1996          |
| L'arme ultime de Myuu est enfin révélée à la surprise générale. C'est un bébé mutant ayant une puissance prodigieuse en plein développement. Goku, Trunks et Pan s'attaquent à lui de façon synchronisé espérant le mettre hors d'état de nuire. |                                                 |                                              | |                       |

### Saga Baby
| No | Titre français                    | Titre japonais                    | Titre japonais | Date de 1re diffusion |
| No | Titre français                    | Kanji                             | Rōmaji | Date de 1re diffusion |
| --- | --------------------------------- | --------------------------------- | --- | --------------------- |
| 23 | Sauvetage dans l'espace           | 隠された危機!?難破船と謎の少年    | Kakusareta Kiki!? Nanbasen to Nazo no Shōnen (Une menace cachée !? Le vaisseau naufragé et le jeune garçon mystérieux) | 21 août 1996          |
| Alors que Sangoku et ses compagnons allaient quitter la planète de Myuu, le Général Rilld les retient. Ils s'en vont après l'avoir définitivement mit hors circuit. La prochaine boule de cristal est à l'intérieur d'un vaisseau spatial endommagé où il y a en plus un extraterrestre aux cheveux verts inconscient. Le temps est compté puisque l'engin menace de s'écraser dans une étoile. |                                   |                                   | |                       |
| 24 | L'habit ne fait pas le moine      | ベビー逆襲!!狙われたサイヤ人!!    | Bebī gyaku shū!! Nerawareta Saiyajin!! (La contre-attaque de Baby !! Les Saiyajin sont pris pour cible !!)             | 28 août 1996          |
| L'extraterrestre aux cheveux verts que nos héros ont amenés se faire soigner dans une autre planète se révèle être le Bébé Mutant de Myuu. Conscient qu'il ne peut rivaliser avec les trois saiyans, il décide de s'emparer de Trunks une fois que ce dernier est seul avec lui. |                                   |                                   | |                       |
| 25 | Le bébé mutant débarque sur Terre | 大変だ!!地球にベビーが現れた      | Taihen da!! Chikyū ni Bebī ga Arawareta (C'est terrible !! Baby fait son apparition sur Terre)                         | 9 octobre 1996        |
| 26 | Le combat des deux frères         | 悟飯と悟天…最悪の兄弟ゲンカ!?     | Gohan to Goten… Sai-aku no kyōdai Genka!? (Gohan et Goten… La pire des disputes fraternelles !?)                       | 16 octobre 1996       |
| 27 | L'intervention de Végéta          | 野望完成!?乗っ取られたベジータ    | Yabō kansei!? Nottorareta Bejīta (Ambition assouvie !? Végéta possédé)                                                 | 23 octobre 1996       |
| Sangoku et ses compagnons ont terminé la quête des Dragons Balls. Ils sont déjà sur le chemin du retour. Le Bébé Mutant qui est toujours à l'intérieur de Sangohan attaque un soir Végéta et sa fille Bra qui revenaient du shopping. Le Tsuful qui est prêt à tout pour faire plier le prince saiyan à sa volonté utilise Sangoten comme allié. Baby sort vainqueur. Végéta devient l'hôte. |                                   |                                   | |                       |
| 28 | Le retour                         | 悟空帰る…地球は全部オラの敵!?     | Gokū kaeru… Chikyū wa zenbu ora no teki!? (Goku rentre… La Terre tout entière est mon ennemie !?)                      | 30 octobre 1996       |
| 29 | L'horrible trahison               | 超ヤバイ!?超サイヤ人3敗れる!!     | Chō Yabai!? Sūpā Saiyajin Surī yabureru!! (Ça sent le roussi !? Le Super Saiyajin 3 se fait battre !!)                 | 6 novembre 1996       |
| 30 | Une sacrée surprise               | 悟空消滅!?オラは死んじまっただ    | Gokū Shōmetsu!? Ora wa Shinjimatta (La disparition de Goku !? Je suis mort)                                            | 13 novembre 1996      |
| 31 | Entre deux mondes                 | アッと驚く!?スゴロク空間大崩壊    | Atto odoroku!? Suguroku kūkan dai hōkai                                                                                | 11 décembre 1996      |
| Sangoku remarque que le dé du plateau de jeu est vivant (son adversaire l'utilisait pour tricher). Kibito retrouve le saiyan puis le téléporte à la planète des Kaioshins où il doit s'entraîner pour espérer vaincre le Bébé Mutant. Pan, Hercule et Boo boo quant à eux s'infiltrent dans la nouvelle planète de Baby Végéta. Pan qui veut contrecarrer l'emprise du bébé mutant sur la population se confronte à ses parents Sangohan et Videl contrôlés eux aussi. |                                   |                                   | |                       |
| 32 | Une vieille connaissance          | 悟空を返せ!!怒りの戦士ウーブ      | Gokū o kaese!! Ikari no senshi Ūbu                                                                                     | 8 janvier 1997        |
| Oob vient à la rescousse de Pan. Le doyen des dieux a un plan. Il souhaite faire pousser la queue de singe entièrement. Boo Boo donne ses pouvoirs à Oob. |                                   |                                   | |                       |
| 33 | Le retour du grand singe          | くらえベビー!新生ウーブ必殺光線!! | Kurae Bebī!! Shinsei Ūbu hissatsu kōsen!!                                                                              | 15 janvier 1997       |
| Sangoku revient sur le champ de bataille avec sa queue de singe fraîchement extraite par les Kaioshins. Il n'a pas pu sauver de justesse Oob qui a tout donné. L'heure de la métamorphose en gorille géant pour Sangoku a commencé. Le Bébé Mutant n'en revient pas de ce changement inattendu. |                                   |                                   | |                       |
| 34 | La surprise                       | 変身失敗!?悟空の大ザル大暴れ!!    | Henshin Shippai!? Gokū no Ōzaru dai abare!                                                                             | 22 janvier 1997       |
| Baby Végéta refuse que le présent se déroule comme dans le passé (les Saiyans qui ont exterminé les Tsufuls). Sangoku est un gorille fou incapable de différencier les innocents de son ennemi. Alors que le Gorille s’intéresse subitement à la Terre, Pan fait appel à l'once d'humanité qui réside encore en Sangoku. Le Gorille évolue dans une forme encore jamais vu jusqu'à présent. |                                   |                                   | |                       |
| 35 | Le niveau 4                       | 最強!!悟空が超サイヤ人4に!!       | Saikyō! Gokū ga sūpā Saiya-jin Fō ni!!                                                                                 | 29 janvier 1997       |
| Sangoku est devenu un guerrier d'un tout autre niveau prenant ainsi un incroyable avantage sur son ennemi. Le Bébé Mutant est très malmené. Il se montre incapable de battre Sangoku cependant grâce au génie de Bulma, il finit par adopter une toute nouvelle transformation encore plus destructrice. |                                   |                                   | |                       |
| 36 | Retournement de situation         | 不死身の怪物!?凶悪大ザルベビー    | Fujimi no kaibutsu!? Kyōaku ōzaru bebī                                                                                 | 5 février 1997        |
| Le Bébé Mutant est un gorille géant doré à son tour.Le rapport de force a changé. C'est ce qui inquiète grandement les Kaioshins. Cet adversaire de taille s'en prend également aux terriens bien que Sangoku insiste sur le fait que c'est du un contre un. |                                   |                                   | |                       |
| 37 | L'eau sacrée                      | 壮絶!!ベビーと悟空ダブルKO!!      | Sōzetsu!! Bebī to Gokū Daburu Keī Ō!!                                                                                  | 12 février 1997       |
| 38 | Guérisons en chaîne               | みんなの力で…超サイヤ人4復活      | Minna no pawā de… Sūpā saiya-jin Fō fukkatsu                                                                           | 19 février 1997       |
| 39 | La fin du bébé-mutant             | これで最後だ!ついにベビー消滅     | Kore de Saigo da! Tsui ni bebī shōmetsu                                                                                | 26 février 1997       |
| Le Bébé Mutant est plus qu'irrité par Sangoku qui est increvable. Sangoku réussi à lui couper la queue obligeant son ennemi à redevenir sous sa forme précédente. Le Bébé Mutant quitte le corps de Végéta. Contraint de fuir, il éblouit Hercule, Sangohan, Sangoten, et Trunks. |                                   |                                   | |                       |
| 40 | Le retour de Petit Cœur           | 地球爆発!!ピッコロの重大な決意    | Chikyū Bakuhatsu! Pikkoro no Jūdaina Ketsui                                                                            | 5 mars 1997           |
| Végéta décide de faire évacuer les habitants de la Terre sur la nouvelle planète Tsuful, en utilisant des vaisseaux et la capacité de téléportation de Sangoku, alors en Super Saiyen 4. Hercule, quant à lui convainc les gens que la Terre va vraiment exploser. Alors que le dernier vaisseau s’en va, Sangoku repère quatre personnes encore à sauver mais n’a plus assez d’énergie. Piccolo lui vient alors en aide et lui transmet son énergie, se sacrifiant ainsi, la Terre explosant. Avant de mourir, Piccolo envoie un message télépathique à Gohan, en lui faisant ses adieux et en lui disant que les Dragon Balls aux étoiles noires sont trop dangereuses pour être utilisées, et que pour s’en assurer il est mieux pour lui de mourir. Après que la Terre soit détruite, nos héros décident d’utiliser les Dragon Balls de la planète Namek pour faire revenir la planète Terre. Une fois la planète revenue, tout le monde célèbre cette victoire, tout en pensant à Piccolo. |                                   |                                   | |                       |

### Saga Super C-17
| No | Titre français                    | Titre japonais                           | Titre japonais                                       | Date de 1re diffusion |
| No | Titre français                    | Kanji                                    | Rōmaji                                               | Date de 1re diffusion |
| --- | --------------------------------- | ---------------------------------------- | ---------------------------------------------------- | --------------------- |
| 41 | Un nouveau tournoi                | 天下一武道会 サタンの後継者は誰          | Tenkaiichi budōkai. Satan no kōkeisha wa dare        | 12 mars 1997          |
| 42 | Les anciens ennemis               | 死ね悟空!!地獄から蘇る強敵たち           | Shine Gokū!! Jigoku kara yomigaeru kyōteki-tachi     | 16 avril 1997         |
| 43 | Ascenseur pour l'enfer            | 地獄の魔戦士!セル＆フリーザ復活          | Jigoku no masenshi! Seru & Furīza fukkatsu           | 23 avril 1997         |
| 44 | La fusion des deux clones         | 究極の人造人間!二人の17号合体            | Kyūkyoku Jinzō-ningen! Futari no 17-gō gattai        | 30 avril 1997         |
| Après avoir revu C18, l'original C17 rejoint son clone pour effectuer une fusion. Super C17 est bien plus redoutable faisant le bonheur de ses créateurs le Dr Géro et le Professeur Myu. Depuis le paradis, Petit Coeur veut que Enma (Le Juge des âmes) le transfert en Enfer. |                                   |                                          |                                                      |                       |
| 45 | La stratégie de Petit-Cœur        | 急げ悟空!!地獄からの脱出大作戦           | Isoge Gokū!! Jigoku kara no dassutsu daisakusen      | 14 mai 1997           |
| Petit Coeur et Dendé associent leurs pouvoirs (l'un en enfer et l'autre chez les vivants) en s'inspirant des deux C17. Sangoku parvient à s'échapper pour se battre contre Super C17 qui a mis ses amis au tapis durant son absence.                                             |                                   |                                          |                                                      |                       |
| 46 | Une transformation providentielle | 激突!!スーパーサイヤ人4 vs. スーパー17号 | Gekitō!! Sūpā Saiyajin 4 VS Sūpā 17-gō               | 28 mai 1997           |
| Le combat fait rage entre Sangoku et Super C17. Sangoku décide de se transformer en super saiyan 4 pour prendre l'avantage mais se retrouve quand même en difficulté. |                                   |                                          |                                                      |                       |
| 47 | La colère de la veuve             | 大逆転!悟空と18号の二段攻撃さく裂        | Daigyakuten! Gokū to 18-gō no nidan kōgeki sakuretsu | 4 juin 1997           |
| C18 vient pour se venger de la mort de Krilin. Sangoku en profite et bat définitivement Super C17. Les dragons balls sont utilisées. Un étrange dragon bleu maléfique aux yeux rouges apparaît.                                                                                  |                                   |                                          |                                                      |                       |

### Saga Dragons Maléfiques
| No | Titre français             | Titre japonais                       | Titre japonais                                        | Date de 1re diffusion |
| No | Titre français             | Kanji                                | Rōmaji                                                | Date de 1re diffusion |
| --- | -------------------------- | ------------------------------------ | ----------------------------------------------------- | --------------------- |
| 48 | L'imposteur                | これはビックリ!神龍が敵に?!          | Kore wa Bikkuri! Shenron ga teki ni?!                 | 11 juin 1997          |
| Le Dragon maléfique n'est vraiment pas disposé à les aider comme le fait habituellement Shenron. Il va même jusqu'à avaler les Dragon Balls fêlées puis elles s'éparpillent. Sept Dragons commence à faire des ravages dans différents coins du monde. Pan et Sangoku font face à leur premier dragon. |                            |                                      |                                                       |                       |
| 49 | Le premier dragon          | 最強の敵?!恐怖の裏ワザを使う龍       | Saikyō no teki!? Kyōfu no urawaza o tsukau ryū        | 18 juin 1997          |
| Nos deux héros partent à la recherche des dragons maléfiques. Les boules de cristal se trouvent sur leurs fronts et nos deux héros vont devoir les tuer pour récupérer leurs biens. Ils tombent sur le premier et le combattent. Celui-ci change l'eau en une fausse pollution mais les poissons ne sont pas morts. Se croyant malin, il se fait tuer par un Kamé Hamé Ha de nos deux héros. Ils récupèrent ainsi la boule et partent à la recherche du deuxième dragon. |                            |                                      |                                                       |                       |
| 50 | Le second dragon           | サイヤパワー玉砕!?電気獣五星龍       | Saiya pawā gyokusai!? Denkijū Ūshinron                | 25 juin 1997          |
| 51 | La troisième épreuve       | 六星龍!大竜巻攻撃の弱点を探せ        | Ryū Shinron! Daitatsumaki kogeki no jakuten o sakase  | 2 juillet 1997        |
| 52 | Le dragon aux sept étoiles | パンあぶねぇ!七星龍のとっておき      | Pan abune! Chii-Shinron nottote oki                   | 9 juillet 1997        |
| 53 | Pan en mauvaise posture    | パンが消滅!?涙の10倍かめはめ波       | Pan ga shōmetsu!? Namida no 10-bai Kamehameha         | 16 juillet 1997       |
| 54 | Le cinquième dragon        | 摂氏6000度のパワー!太陽の戦士        | Sesshi Rokusen-do no pawā! Taiyō no Senshi            | 6 août 1997           |
| 55 | Végéta s'en mêle           | ブルマ動く!ベジータ改造計画          | Buruma ugoku! Bejīta Kaizō keikaku                    | 13 août 1997          |
| 56 | Le feu et la glace         | 太陽の次は極寒!炎と氷の兄弟龍        | Taiyō no tsugi wa kokukan! Honō to Kōri no kyōdai ryū | 20 août 1997          |
| 57 | Le dragon à une étoile     | 強さ圧倒的!!邪悪龍を支配する龍       | Tsuyosa Attō Teki!! Jaaku Ryū o shihai suru ryū       | 3 septembre 1997      |
| Après la défaite du sournois San Shenron (le dragon à trois étoiles, Li Shenron (le Dragon à une étoile) tue Suu Shenron (le Dragon à quatre étoiles)qui a protégé Sangoku qui ne pouvait rien voir temporairement. Le nouvel ennemi est très confiant puis il montre l'étendue de ses capacités. Sangoku admet que le Dragon est nettement plus fort que les autres. |                            |                                      |                                                       |                       |
| 58 | Échec au prince            | 反撃開始!スーパーサイヤ人4を超えろ   | Hangeki Kaishi! Sūpā-saiyajin 4 o koero               | 10 septembre 1997     |
| 59 | La contre-attaque          | 敵か味方か…大猿ベジータ大暴れ        | Teki-ka mikata-ka… Ōzaru bejiita Ō Abare              | 17 septembre 1997     |
| Végéta vient rejoindre Son Goku et se transforme a son tour en super saiyan. |                            |                                      |                                                       |                       |
| 60 | La chance tourne           | フュージョン!!究極のスーパーゴジータ | Fyū-jon!! Kyuukyoku no Sūpā Gojīta                    | 22 octobre 1997       |
| Li Shenron n'a pas pu empêché la fusion surpuissante de Sangoku et Végéta en saiyan 4. Gogeta impressionne tout le monde y compris son adversaire qui ne le surpasse plus. |                            |                                      |                                                       |                       |
| 61 | L'ultime fusion            | 絶対勝つぞ!四星球を食った悟空        | Zettai Katsu zo! Suushichū o kūta Gokū                | 29 octobre 1997       |
| Li Shenron a réabsorbé les Boules de cristal sauf la boule à 4 étoiles détenu par Sangoku. Sangoku et Végéta (qui était réticent) veulent refusionner cependant Li Shenron ne l'entend pas de cet oreille. Les tentatives de fusion ne donnent pas le résultat attendu. |                            |                                      |                                                       |                       |
| 62 | Le dernier allié           | 悟空を救え!最後の味方登場            | Gokū o Sukue!! Saigo no Mikata Tōjō                   | 5 novembre 1997       |
| Sangoku a régressé en enfant. Li Shenron qui comptait en finir voit son attaque contrer par la réapparition inattendue de Suu Shenron. Le Dragon à 4 étoiles semble être désormais dans le camp de Li Shenron malgré les vaines paroles de Sangoku pour le raisonner. |                            |                                      |                                                       |                       |
| 63 | Le sauvetage de l'univers  | 奇跡の逆転勝利!!宇宙を救った悟空     | Kiseki no Gyakuten Shōri!! Uchū o Sukutta Gokū        | 12 novembre 1997      |
| Li Shenron désire plus que jamais détruire la Terre en une attaque extrêmement dangereuse. Sangoku joue son dernier atout. Pour cela, il aura besoin de l'énergie vitale de l'univers. Les Kaios se chargent de diffuser l'appel à l'aide du héros terrien. |                            |                                      |                                                       |                       |
| 64 | Au revoir Sangoku          | さらば悟空…また逢う日まで            | Saraba Gokū… Mata Au Hi Made                          | 19 novembre 1997      |
| Après la victoire, Shenron - le seul, l'unique- fait son apparition, mais le ciel reste clair pour la première fois. Il explique à Goku et ses amis qu'ils ont trop abusé des Dragon Balls, et que dorénavant ils disparaîtront. Goku lui demande tout de même un dernier souhait, qui est de ressusciter toutes les victimes des dragons maléfiques. Une fois le vœu accordé, Goku part sur le dos de Shenron, et passe dire au revoir à tous ses anciens amis avant de disparaître, en absorbant les Dragon Balls à l'intérieur de son corps... 100 ans plus tard, on retrouve le Tenka-Ichi-Budokai avec les arrière-petits fils de Goku et Végéta en finale... |                            |                                      |                                                       |                       |